# SV Athena
SV Athena, tot circa 2018/2019 SV Ascona, is een Surinaamse voetbalclub voor vrouwen.
De oprichting vond in 2006 plaats door Ronald Esajas als Srichting Ascona. Een andere grondlegger is de trainer Winston Babel. In 2017 werd de club gesponsord door de Nederlandse Ajax-speler Mees de Wit en de hotelgroep Torarica.
De club is gevestigd in Paramaribo en komt uit in de SVB Vrouwenvoetbal Competitie. De club won in 2018 de Surinaamse damesbeker en werd toen tweede in de competitie.
Sinds 2018 heeft de club een samenwerkingsverband met de Nederlandse clubs ADO Den Haag en Heerenveen. Dankzij dit initiatief kunnen speelsters enkele weken in Nederland stage lopen en ervaring opdoen. Dankzij deze stages tekende Orthea Riley in 2019 voor een jaar bij ADO Den Haag en Jeanine Alexander bij de vrouwenvoetbalclub Maccabi Emek Hefer uit Israël.
De naam van de club werd in circa 2018/2019 van Ascona naar Athena gewijzigd. De club is gevestigd in Paramaribo.

## Bekende (oud-)speelsters
- Jeanine Alexander
- Hadassa Brandon
- Cady Chin See Chong
- Andaya Lantveld
- Chayenne Purperhart
- Orthea Riley
- Tryfosa Sastrokromo
- Shamaira Stoutenburg-Stekkinger
- Shania Tjoen A Choy